# Teodoro Eustáquio do Palatinado-Sulzbach
Teodoro Eustáquio do Palatinado-Sulzbach (em alemão:  Theodor Eustach; 14 de fevereiro de 1659 – 11 de julho de 1732) foi um nobre alemão, Duque do Palatinado-Sulzbach de 1708 a 1732.

## Biografia
Teodoro Eustáquio nasceu em Sulzbach em 1659 sendo o único filho varão que sobreviveu do casamento dos seus pais, Cristiano Augusto do Palatinado-Sulzbach e Amália de Nassau-Siegen. Veio a falecer em Dinkelsbühl em 1732, sendo sepultado em Sulzbach.

## Casamento e descendência
Teodoro Eustáquio casou com Maria Leonor de Hesse-Rotemburgo (15 de setembro de 1675 – 27 de janeiro de 1720), filha do Landgrave Guilherme de Hesse-Rheinfels-Rothenburg, e irmã do Landgrave Ernesto Leopoldo de Hesse-Rotemburgo).
Deste casamento nasceram 9 crianças:
- Amália Augusta (Amalia Auguste) (7 de junho de 1693 – 18 de janeiro de 1762), sem aliança;
- José Carlos (Joseph Karl) (2 de novembro de 1694 – 18 de junho de 1729), casou com Isabel Augusta do Palatinado-Neuburgo, com descendência femenina;
- Francisca Cristina (Franziska Christine) (16 de maio de 1696 – 16 de julho de 1776), princesa-abadessa de Essen e de Thorn;
- Ernestina Teodora (Ernestine Theodora) (15 de maio de 1697 – 14 de abril de 1775), casou com o conde Guilherme II de Hesse-Wanfried-Rheinfels, e depois de ficar viúva, tornou-se prioresa em um mosteiro em Neuburgo; sem descendência;
- João Guilherme (Johann Wilhelm) (3 de junho de 1698 – 12 de abril de 1699);
- João Cristiano (Johann Christian) (23 de janeiro de 1700 – 20 de julho de 1733), primeiro foi casado com Maria Henriqueta de La Tour de Auvérnia e, em segundas núpcias, com Leonor de Hesse-Rotemburgo; com descendência do primeiro casamento. Sucedeu ao pai como duque do Palatinado-Sulzbach dada a morte prematura do irmão mais velho;
- Isabel Leonor (Elisabeth Eleonore) (19 de abril de 1702 – 10 de fevereiro de 1704);
- Ana Cristina (Anna Christine) (5 de fevereiro de 1704 – 12 de março de 1723), esposa do príncipe de Piemonte, Carlos Emanuel, futuro rei da Sardenha, com descendência;
- João Guilherme Augusto (Johann Wilhelm August) (21 de agosto de 1706 – 28 de agosto de 1708).

## Ascendência
| Teodoro Eustáquio do Palatinado-Sulzbach Casa de Wittelsbach ( Ramo Palatino – linha de Sulzbach ) Nascimento: 14 de fevereiro 1659 Morte: 11 de julho 1732 |                                        |                              |
| Precedido por: Cristiano Augusto | Duque do Palatinado-Sulzbach 1708-1732 | Sucedido por: João Cristiano |